# Przasnysz
Przasnysz (németül 1939-45: Praschnitz) város Lengyelországban a mazóviai vajdaságban.